# Stor-Björkmyrtjärnen
Stor-Björkmyrtjärnen är en sjö i Örnsköldsviks kommun i Ångermanland och ingår i Nätraåns huvudavrinningsområde.